# Ґжеґужкі (Вармінсько-Мазурське воєводство)
Ґжеґужкі (пол. Grzegórzki, нім. Gregersdorf) — село в Польщі, у гміні Нідзиця Нідзицького повіту Вармінсько-Мазурського воєводства.
Населення — 144 особи (2011).
У 1975-1998 роках село належало до Ольштинського воєводства.

## Демографія
Демографічна структура станом на 31 березня 2011 року:
|          | Загалом | Допрацездатний вік | Працездатний вік | Постпрацездатний вік |
| -------- | ------- | ------------------ | ---------------- | -------------------- |
| Чоловіки | 74      | 14                 | 51               | 9                    |
| Жінки    | 70      | 23                 | 32               | 15                   |
| Разом    | 144     | 37                 | 83               | 24                   |